# Žveplova kislina
Žveplova kislina, točneje žveplova(VI) kislina, je zelo korozivna močna mineralna kislina s kemijsko formulo H2SO4. Je brezbarvna ali rahlo rumena viskozna tekočina, ki se pri vseh koncentracijah popolnoma topi v vodi. Med proizvodnim procesom je včasih umetno temno rjavo obarvana, s čimer se zaposlene opozorilo na nevarnost. Njeno zgodovinsko ime je vitriolno olje.
Je diprotična kislina, ki ima pri različnih koncentracijah različne lastnosti. Najedanje kovin, kamnin, kože, oči, tkiv in drugih snovi lahko pripišemo predvem njenim močno kislim lastnostim, pri visokih koncentracijah pa pridejo do izraza tudi njene dehidracijske in oksidacijske lastnosti. Je higroskopna in veže vlago iz zraka.
Zaradi tako različnih kemijskih lastnosti ima zelo široko področje uporabe na primer kot elektrolit v svinčevih akumulatorjih, sredstvo za rafiniranje mineralnih olj in obdelavo odpadnih voda, v proizvodnji umetnih gnojil, titanovega dioksida (TiO2) in eksplozivov, kemijskih sintezah in v raznih čistilih za industrijsko in domačo rabo.
Proizvaja se po kontaktnem postopku, komornem postopku in nekaj drugih postopkih.

## Zgodovina
Preučevanje vitriola se je začelo že v davnini. Sumerci so poznali cel niz vitriolov, ki so jih razvrščali po barvi. Nekaj najzgodnejših razprav o nastanku in lastnostih vitriola je v delih grškega zdravnika Pedanija Dioskura (1. stoletje n. št.) in rimskega naravoslovca Plinija Starejšega (23–79). Galen (129-200) je pisal tudi o njegovi rabi v zdravilstvu. V razpravi Fizika in mistika grškega mistika in alkimista Zosima iz Panapolisa (350-400) in v Leydenskem papirusu X so opisi uporabe vitriolnih substanc v metalurgiji.
Islamski alkimisti Jābir ibn Hayyān (okoli 721–okoli 815), Razi (865 – 925) in Jamal Din al-Watwat (umrl 1318, napisal knjigo Mabāhij al-fikar wa-manāhij al-'ibar) so v svojo razvrstitev mineralov uvrstili tudi vitriol. Ibn Sina se je posvetil medicinski rabi različnih vrst vitriola.
Srednjevropski alkimisti so žveplovo kislino imenovali vitriolovo olje. Omenjeno je v delih Vincenta Bovejskega in delu Compositum de Compositis, ki ga pripisujejo Albertu Velikemu. Za odlomek iz Psevdo-Geberjevega dela Summa Perfectionis se je dolgo časa domnevalo, da je prva receptura za pripravo žveplove kisline, vendar se je kasneje izkazalo, da gre za napačno tolmačenje.
V 17. stoletju je nemško-nizozemski kemik Johann Glauber pripravil žveplovo kislino s sežigom zmesi žvepla in kalijevega nitrata (KNO3) v prisotnosti vodne pare. KNO3 je med segrevanjem oksidiral SO2 v SO3, ki se je z vodo spojil v žveplovo kislino. Leta 1736 je londonski farmacevt Joshua Ward začel po tej metodi prvi proizvajati žveplovo kislino v velikih količinah.
Leta 1746 je John Roebuck iz Birminghama postopek izboljšal in začel proizvajati kislino v s svincem obloženih komorah, ki so bile bolj odporne, cenejše in predvsem večje od prejšnjih steklenih posod. Komorni postopek je omogočil hitro industrializacijo proizvodnje žveplove kisline. Po več izboljšavah je postal standardni postopek, po katerem so kislino proizvajali skoraj dve stoletji.
Kislina, proizvedena po tem postopku, je dosegla koncentracijo do 65 %. Kasnejše izboljšave postopka, ki sta jih uvedla francoski kemik Joseph Louis Gay-Lussac in britanski kemik John Glover so koncentracijo povečala na 78 %. Proizvodnja nekaterih barvil in drugi kemijski procesi so zahtevali še bolj koncentrirano kislino. V 18. stoletju je bilo to mogoče doseči samo s suho destilacijo mineralov na način, ki je podoben izvirnim alkimističnim postopkom. Pirit (železov sulfid, FeS2) je med segrevanjem v zraku prešel v železov(II) sulfat (FeSO4), ki si je pri nadaljnjem segrevanju v zraku oksidiral v železov(III) sulfat  (Fe2(SO4)3). Nastali produkt je pri 480 °C razpadel v železov(III) oksid (Fe2O3) in SO3. Z raztapljanjem SO3 v vodi je bilo moč doseči kakršnokoli koncentracijo žveplove kisline. Obširnejšo rabo tako proizvedene kisline je preprečevala njena visoka cena.
Leta 1831 je britanski trgovec s kisom Peregrine Phillips patentiral kontaktni postopek za proizvodnjo žveplovega trioksida in žveplove kisline, ki je bil mnogo bolj gospodaren od prejšnjih postopkov. V današnjem času se skoraj vsa žveplova kislina proizvede po kontaktnem postopku.

## Fizikalne lastnosti

### Kakovostni razredi žveplove kisline
Industrijska žveplova kislina ima lahko koncentracijo do skoraj 99 %. Takšna kislina pri temperaturi vrelišča oddaja SO3, tako da iz nje nastane 98,3 % kislina. Ta oblika je med skladiščenjem bolj stabilna in se običajno imenuje kar "koncentrirana žveplova kislina".
Za različne namene se uporablja različno koncentrirana žveplova kislina. Nekatere najpogostejše koncentracije so:
| Masni delež H2SO4 | Gostota (kg/L) | Koncentracija (mol/L) | Običajno ime                                     |
| ----------------- | -------------- | --------------------- | ------------------------------------------------ |
| 10 %              | 1,07           | ~1                    | razredčena žveplova kislina                      |
| 29–32 %           | 1,25–1,28      | 4,2–5                 | akumulatorska kislina (za svinčeve akumulatorje) |
| 62–70 %           | 1,52–1,60      | 9.6–11.5              | komorna kislina, kislina za umetna gnojila       |
| 78–80 %           | 1,70–1,73      | 13.5–14               | stolpna kislina, Gloverjeva kislina              |
| 98 %              | 1,83           | ~18                   | koncentrirana žveplova kislina                   |

Komorna kislina in stolpna kislina sta dve kakovosti žveplove kisline, ki se proizvaja po komornem postopku. Komorna kislina se proizvaja v svinčevih komorah in ima koncentracijo manjšo od 70 %, da se prepreči kontaminacija z nitrozilžveplovo kislino. Stolpna kislina je kislina, ki se odvaja z dna Gloverjevega stolpa. Poimenovanje je zastarelo, ker se iz koncentrirane kisline lahko pripravi kislino s poljubno koncentracijo.
Sodobni ekvivalent komorne kisline je 10M kislina, ki se zelo pogosto uporablja v analizni kemiji. Pripravlja se iz 98 % žveplove kisline, ki se počasi med intenzivnim mešanjem dodaja enakemu volumnu vode. Raztopina se med pripravo lahko segreje do 80 °C ali celo več.
Z raztapljanjem plinastega SO3 v koncentrirani žveplovi kislini nastane pirožveplova kislina H2S2O7, ki se imenuje tudi kadeča žveplova kislina, oleum ali, manj pogosto, Nordhausenova kislina. Koncentracije oleuma se izražajo ali s % SO3 ali s % H2SO4. Običajni koncentraciji oleuma sta 40 % (109 % H2SO4) in 65 % (114,6 % H2SO4). Čista pirožveplova kislina je trdna snov s tališčem 36 °C.
Čista žveplova kislina je viskozna bistra tekočina podobna olju, od tod tudi njeno staro ime vitriolovo olje.
Žveplova kislina se trži v več različnih stopnjah čistosti. Tehnična H2SO4 vsebuje nečistoče in je pogosto obarvana. Uporabna je na primer za proizvodnjo umetnih gnojil. Proizvaja se tudi zelo čista žveplova kislina, ki je primerna za farmacevtsko industrijo in industrijo barvil, in kislina za analizno kemijo.

### Polarnost in prevodnost
Brezvodna H2SO4 je zelo polarna tekočina z dielektrično konstanto probližno 100. Je zelo dober električni prevodnik, ker disociira s protoniranjem same sebe. Pojav se imenuje avtoprotoliza:
2H2SO4  ⇌  H3SO+4 + HSO−4
Ravnotežna konstanta avtoprotolize je
Kap(25 °C)= [H2SO+4][HSO−4] = 2,7×10−4
Za primerjavo: ravnotežna konstanta vode Kv pri enakih pogojih je 10−14, se pravi, da je 1010 krat manjša.
Ravnotežje je v resnici mnogo bolj zapleteno, ker 100 % H2SO4 v ravnotežnih pogojih vsebuje naslednje ione (v milimolih na kg topila): HSO−4 (15,0), H3SO+4 (11,3), H3O+ (8,0), HS2O−7 (4,4), H2S2O7 (3,6) in H2O (0,1).
Ionski prevodnosti H3SO+4 in HSO− sta kljub visoki viskoznosti kisline visoki zaradi mehanizma medmolekularnega protonskega stikala, ki je podoben Grotthussovemu mehanizmu v vodi. V tem mehanizmu "odvečni" proton ali protonski defekt difundira skozi mrežo vodikovih vezi ali preko tvorjenja ali cepljenja kovalentnih vezi.
Žveplova kislina je odlično topilo za mnoge kemijske reakcije.

## Kemijske lastnosti

### Reakcija z vodo in dehidracijske lastnosti
Reakcija žveplove kisline z vodo (hidratacija) je zelo eksotermna, zato se mora pri redčenju kisline vedno dodajati kislina v vodo in ne obratno. Ker je reakcija ravnotežna v korist hitrega protoniranja vode, dodajanje kisline v vodo zagotovlja, da je kislina omejevalni reagent. Med reakcijo nastajajo hidronijevi ioni:
H2SO4 + H2O → H3O+ + HSO4−; K1 = 2,4×106 (močna kislina)
HSO4− + H2O → H3O+ + SO42−; K2 = 1,0×10−2 (šibka kislina)
HSO4- je hidrogensulfatni anion, SO42- je sulfatni anion, K1 and K2 pa disociacijski konstanti kisline.
Ker je hidratacija žveplove kisline termodinamsko ugodna in afiniteta kisline do vode dovolj velika, je žveplova kislina odličen reagent za odvzemanje vode. Koncentrirana ževeplova kislina odvzema vodo iz drugih snovi, na primer iz sladkorja in drugih ogljikovodikov, pri čemer nastajajo oglje, toplota, vodna para in bolj razredčena kislina s povečano vsebnostjo hidronijevih in hidrogensulfatnih ionov HSO4-.
V laboratoriju se proces običajno prikaže s pomakanjem kocke sladkorja (saharoze) v žveplovo kislino. Sladkor najprej spremeni barvo iz bele v temno rjavo in nato črno, ker poogljeni:
C12H22O11 (saharoza) + žveplova kislina → 12 C (porozna črna pena) + 11 H2O (vodna para) + zmes žveplova kislina/voda
Podobno se obnašata tudi škrob in celuloza, na primer papir in bombažna tkanina. Papir dobi videz, kot bi bil ožgan:
(C6H10O5)n + žveplova kislina → 6n C + 5n H2O
V laboratoriju se lahko dehidracijske sposobnosti žveplove kisline prikažejo tudi z odstranjevanjem kristalno vezane vode iz bakrovega(II) sulfata (halkantit, modra galica). Modra barva kristalov začne prehajati iz modre v belo:
CuSO4•5H2O (moder kristal) + žveplova kislina → CuSO4 (bel prah) + 5 H2O

### Kislo bazične lastnosti
Razredčena žveplova kislina se obnaša kot kislina in reagira z večino baz, pri čemer tvori ustrezne sulfate. Primer: modri bakrov(II) sulfat, ki se uporablja za galvansko bakrenje in kot fungicid, se običajno pripravlja z raztapljanjem bakrovega(II) oksida v žveplovi kislini:
CuO (s) + H2SO4 (aq) → CuSO4 (aq) + H2O (l)
Žveplova kislina se lahko uporablja tudi za izpodrivanje šibkejših kislin iz njihovih soli. Primer: reakcija z natrijevim acetatom izpodrine ocetno kislino in tvori natrijev hidrogensulfat:
H2SO4 + CH3COONa → NaHSO4 + CH3COOH
Na enak način reagira s kalijevim nitratom. Slednja reakcija se uporablja za pridobivanje dušikove kisline in kalijevega hidrogensulfata:
KNO3  + H2SO4 → HNO3 + KHSO4
Vreakciji z dušikovo kislino se žveplova kislina obnaša istočasno kot kislina in dehidracijski reagent in tvori nitronijeve ione, ki so pomembni v nitracijskih reakcijah, na primer v elektrofilni aromatski substituciji. Tovrstne reakcije, v katerih se protoniranje dogaja na kisikovem atomu, so pomembne v mnogih organskih kemijskih reakcijah, na primer v Fischerjevi esterifikaciji in dehidraciji alkoholov.
2 H2SO4 + HNO3 → 2 HSO4− + NO2+ + H3O+

### Reakcije s kovinami in močne oksidacijske lastnosti
Razredčena žveplova kislina reagira s kovinami v enojnih substitucijskih reakcijah, ki so značilne tudi za druge kisline. V reakciji nastajata plinasti vodik in kovinski sulfat. Reagira z vsemi kovinami, ki so v elektrokemijski napetostni vrsti levo od bakra, na primer z železom, aluminijem, cinkom, manganon, magnezijem in nikljem:
Fe (s) + H2SO4 (aq) → H2 (g) + FeSO4 (aq)
Koncentrirana žveplova kislina deluje kot močan oksidant in ne kot kislina. V reakcijah zato namesto vodika in soli nastajajo žveplov dioksid (SO2), voda in sulfatni ioni SO42-:
2 H2SO4 + 2 e- → SO2 + 2 H2O + SO42-
Žveplova kislina lahko oksidira tudi neaktivne kovine, na primer kositer in baker:
Cu + 2 H2SO4 → SO2 + 2 H2O + SO42- + Cu2+
Žveplova kislina, predvsem vroča, je torej močan oksidant, medtem ko razredčena deluje kot tipična kislina, ker njene oksidacijske lastnosti niso tako izrazite.
Svinec in volfram sta na delovanje kisline odporna.

### Reakcije z nekovinami
Vroča koncentrirana žveplova kislina oksidira nekovine, na primer ogljik in žveplo:
C + 2 H2SO4 → CO2 + 2 SO2 + 2 H2O
S + 2 H2SO4 → 3 SO2 + 2 H2O

### Reakcija z natrijevim kloridom
V reakciji z natrijevim kloridom hastajata plinasti vodikov klorid in natrijev hidrogensulfat:
NaCl + H2SO4 → NaHSO4 + HCl

### Elektrofilna aromatska substitucija
Benzen v elektrofilni aromatski substituciji z žveplovo kislino daje sulfonske kisline:

## Nahajališča
Proste žveplove kisline v brezvodni obliki zaradi njene velike afinitete do vode v naravi ni mogoče najti. Razredčena žveplova kislina se pojavlja v kislem dežju, ki nastaja med atmosfersko oksidacijo žveplovega dioksida (SO2) v prisotnosti vode. Žveplov dioksid je glavni stranski produkt pri zgorevanju goriv, ki vsebujejo žveplo, na primer premoga in nafte.
Žveplova kislina v naravi nastaja z oksidacijo Sulfidni minerali|sulfidnih mineralov, na primer pirita (FeS2), pri čemer nastane Fe2+ ion. Voda, ki izpira taka rudišča, je zato lahko zelo kisla in se imenuje kisla rudniška drenaža ali kisla kamninska drenaža. Takšna kislina lahko raztaplja kovine, ki so prisotne v sulfidni rudi, ki obarvajo in zastrupijo vodotoke.
2 FeS2 (s) + 7 O2 + 2 H2O → 2 Fe2+ (aq) + 4 SO42− (aq) + 4 H+
Fe2+ se lahko še naprej oksidira v Fe3+:
4 Fe2+ + O2 + 4 H+ → 4 Fe3+ + 2 H2O
Nastali Fe3+ se lahko obori kot železov hidroksid ali hidro oksid
Fe3+ (aq) + 3 H2O → Fe(OH)3 (s) + 3 H+
ali oksidira pirit
FeS2 (s) + 14 Fe3+ + 8 H2O → 15 Fe2+ (aq) + 2 SO42− (aq) + 16 H+
Pri oksidaciji z Fe3+ lahko postane proces razgradnje pirita zelo hiter. Izmerjene pH vrednosti rudniške kisle drenaže, nastale v takšnem procesu, so bile tudi manjše od nič. Rudniška kisla drenaža lahko proizvaja žveplovo kislino tudi z manjšo hitrostjo, tako da lahko pride do njene nevtralizacije z okoliškimi minerali. V takih primerih celotna količina raztopljenih trdnih snovi v vodi naraste.
Nekateri morski organizmi uporabljajo žveplovo kislino za svoj obrambo. Takšna je na primer alga desmarestia munda iz reda desmarestiales, ki koncentrira žveplovo kislino v svojih celičnih vakuolah.

### Solčavska železna kisla voda
V Sloveniji je izvir železove kislice v bližini Svetega Duha pod Olševo tik ob solčavski Panoramski cesti. Vodo sta že v 19. stoletju opisala kraljevi geognostik dr. Roler (1856) in  dr. J. Frischauf (1857).
Raziskave, ki jih je leta 1981 vodil profesor Janez Kraševec, so pokazale, da voda vsebuje 47,4 mg/L kalcija, 14,6 mg/L magnezija in 20,6 mg/L železa ter 269 mg/l hidrogenkarbonatnega in 1,2 mg/l kloridnega aniona. pH vode je bil 5,3, vsebnost prostega ogljikovega dioksida pa 1760 mg/L, kar je vodo tudi po mednarodni klasifikaciji uvrstilo med mineralne vode).

### Izvenzemeljska žveplova kislina

#### Venera
Žveplova kislina nastaja v gornji atmosferi Venere zaradi Sončevega fotokemijskega delovanja na ogljikov dioksid, žveplov dioksid in vodno paro. Ultravijolični fotoni z valovnimi dolžinami manjšimi od 169 nm lahko fotodisociirajo ogljikov dioksid v ogljikov monoksid in atomarni kisik, ki je izredno reaktiven. V reakciji z žveplovim dioksidom, ki je v sledovih prisoten v Venerini atmosferi, nastane žveplov trioksid, ki se z vodno paro spaja v žvepovo kislino. V hladnejših zgornjih slojih atmosfere je žveplova kislina tekoča in gosti kisli oblaki lahko popolnoma zastrejo pogled na Venerino površje. Najgostejši sloj oblakov je na višini 45–70 km, redkejši sloji pa so od 30 do 90 km visoko. Stalni oblaki pozvzočajo koncentriran kisli dež, podoben vodnemu dežju na Zemlji.
Žveplova kislina v Venerini atmosferi kroži. Ko kapljice žveplove kisline padajo skozi toplejše spodnje sloje atmosfere, se segrejejo. Voda začne izparevati in koncentracija kisline začne rasti. Pri temperaturah nad 300 °C začne žveplova kislina razpadati na žveplov trioksid in vodo. Oba produkta sta v plinastem stanju. Žveplov trioksid je zelo reaktiven in disociira na žveplov dioksid in atomarni kisik, ki oksidira sledove ogljikovega monoksida v ogljikov dioksid. Žveplov dioksid in vodna para sprožita konvekcijske tokove iz srednjih slojev v višje sloje atmosfere, kjer se ponovno pretvorita v žveplovo kislino in cikel se ponovi.

### Evropa
Infrardeči spekter Jupitrove lune Evropa, ki ga je posnela vesoljska sonda Galileo, kažejo razločne spektralne črte, ki jih lahko pripišemo enemu ali več hidratom žveplove kisline. Žveplova kislina v vodni raztopini povzroči znižanje zmrzišča vode z 0 °C na −63 °C, kar bi lahko omogočilo prisotnost tekočih raztopin pod ledeno skorjo Evrope.
Razlage spektra so do neke mere sporne. Nekateri znanstveniki značilnosti spektra pripisujejo sulfatnemi ionu, ki je morda prisoten v enem ali več mineralih na Evropini površini.

## Proizvodnja
Žveplova kislina se proizvaja iz žvepla, kisika in vode po kontaktnem ali po mokrem postopku.

### Kontaktni postopek
Prvi korak za proizvodnjo po kontaktnem postopku je sežig žvepla v žveplov dioksid:
S (s) + O2 (g) → SO2 (g)
Žveplov dioksid se zatem oksidira v žveplov trioksid v prisotnosti katalizatorja vanadijevega(V) oksida (V2O5). Reakcija je eksotermna in reverzibilna:
2 SO2 (g) + O2 (g) → 2 SO3 (g) (v prisotnosti V2O5)
Žveplov trioksid se absorbira v 97-98 % H2SO4, tako da nastane oleum (H2S2O7), poznan tudi kot kadeča žveplova kislina. Oleum se nato razredči z vodo do koncentrirane žveplove kisline:
H2SO4 (l) + SO3 (g) → H2S2O7 (l)
H2S2O7 (l) + H2O (l) → 2 H2SO4 (l)
Neposredno raztapljanje SO3 v vodi se ne uporablja zaradi zelo eksotermne reakcije med SO3 in vodo. V reakciji nastaja korozivni aerosol, ki ga je zelo težko utekočiniti.
SO3 (g) + H2O (l) → H2SO4 (l)

### Mokri postopek
Prvi korak je tudi v tem postopku sežig žvepla ali vodikovega sulfida (H2S) v žveplov dioksid:
S(s) + O2(g) → SO2(g)
2 H2S + 3 O2 → 2 H2O + 2 SO2 (−518 kJ/mol)
Žveplov dioksid se zatem oksidira v žveplov trioksid s katalizatorjem vanadijevim(V) oksidom kot katalizatorjem:
2 SO2 + O2 → 2 SO3 (−99 kJ/mol)
Reakcija je reverzibilna. Žveplov trioksid se nato hidratizira v žveplovo kislino H2SO4:
SO3 + H2O → H2SO4(g) (−101 kJ/mol)
Zadnji korak je kondenzacija žveplove kisline v tekočo 97–98 % H2SO4:
H2SO4(g) → H2SO4(l) (−69 kJ/mol)

### Drugi postopki
Drugi manj znani postopki so na primer metabisulfitni postopek, v katerem se na dno čaše nasuje metabisulfit in nanj nalije 12,6 molarna klorovodikova kislina. Nastali plin se izpere z dušikovo kislino, pri čemer nastajajo rdečerjave pare dušikovih oksidov, ki oksidirajo SO2 v SO3. Proces je zaključen, ko pare izginejo. Po tej metodi ne nastaja aerosol žveplove kisline, ki je sicer precej pogost.
V laboratoriju se žveplova kislina lahko pripravi z zgorevanjem žvepla na zraku in raztapljenjem nastalega žveplovega dioksida v raztopini vodikovega peroksida:
SO2 + H2O2 → H2SO4
Do leta 1900 se je večina žveplove kisline proizvajala po komornem postopku. Po tem postopku se je v ZDA še leta 1940 proizvedlo do 50 % žveplove kisline.
V prvi polovici 19. stoletja so na Škotskem in Irskem  še delovale vitriolne peči, ki so se uporabljale za beljenje platna. Platno se pred tem belili z mlekom. Postopek je bil zelo počasen, vitriol pa ga je zelo pospešil.

### Proizvodnja v Sloveniji
Edini proizvajalec žveplove kisline v Sloveniji je Cinkarna Celje, ki večino proizvodnje porabi sama za proizvodnjo titanovega dioksida (TiO2).

## Uporaba
Žveplova kislina je zelo pomembna kemikalija in pomemben pokazatelj industrijske moči neke države.  Leta 2010 je bila letna svetovna proizvodnja žveplove kisline približno 230 milijonov ton. V Aziji in Oceaniji se je proizvedlo 44 %, v obeh Amerikah 30 %, na Srednjem Vzhodu in Afriki ter Evropi pa po 13 % svetovne proizvodnje. Svetovne potrebe bodo do leta 2015 narasle na 258 milijonov ton.
Večina proizvodnje (približno 60 %) se uporabi za proizvodnjo umetnih gnojil, predvsem superfosfatov, amonijevega fosfata ((NH4)3PO4) in amonijevega sulfata ((NH4)2SO4). Približno 20 % se porabi v kemični industriji za proizvodnjo detergentov, sintetičnih smol, barvil, farmacevtskih proizvodov, katalizatorjev za naftno industrijo, insekticidov in sredstev proti zmrzovanju, nekaj pa za kislinjenje mineralnih olj, redukcijo aluminija, obdelavo papirja in pripravo vode. Približno 6 % se porabi za proizvodnjo pigmentov in pigmentnih barvil, emajlov, tiskarskih črnil ter premazovanje tkanin in papirja. Preostali delež se porabi za številne majhne potrebe, na primer v proizvodnji eksplozivov, celofana, celuloznega acetata in viskoze, maziv, kovin in baterij.

### Industrijska proizvodnja kemikalij
Največji porabnik žveplove kisline je proizvodnja fosforne kisline (H3PO4) po mokrem postopku. Njena letna svetovna proizvodnja presega 100 milijonov ton. Surovina zanjo so fosfatne kamnine, večina pa se porabi za proizvodnjo umetnih gnojil. Kamnina, na primer fluoroapatit (Ca5F(PO4)3), katerega sestava je lahko zelo različna, se obdela s 93 % žveplovo kislino. V procesu nastanejo kalcijev sulfat (CaSO4), vodikov fluorid (HF) in fosforna kislina. Iz vodikovega fluorida se proizvaja fluorovodikova kislina. Proces se na splošno lahko zapiše z naslednjo kemijsko enačbo:
Ca5F(PO4)3 + 5 H2SO4 + 10 H2O → 5 CaSO4•2 H2O + HF + 3 H3PO4
Amonijev sulfat, ki je pomembno dušikovo gnojilo, se najpogosteje pridobiva kot stranski proizvod koksarn. Amonijak, ki nastaja med toplotno obdelavo premoga, se izpira z odpadno žveplovo kislino in iz vodne raztopine izkristalizira nastali sulfat. Proizvod je zaradi ostankov železovih soli pogosto rjavo obarvan, vendar je za agrokemijsko industrijo kljub temu dovolj kakovosten.
Naslednje pomembno področje uporabe žveplove kisline je proizvodnja aluminijevega sulfata (Al2(SO4)3), v papirni industriji poznanega kot galun. Aluminijev sulfat reagira z majhnimi količinami mila na celuloznih vlaknih in daje želatinozne aluminijeve karboksilate, ki olajšajo koagulacijo celuloznih vlaken in dajejo papirju trdo površino. Uporablja se tudi za proizvodnjo aluminijevega hidroksida (Al(OH)3), ki se uporablja za filtriranje nečistoč pri obdelavi pitne vode in izboljšanje njenega okusa. Aluminijev sulfat se proizvaja iz boksita in žveplove kisline:
Al2O3 + 3 H2SO4 → Al2(SO4)3 + 3 H2O
Žveplova kislina je pomembna kemikalija za pripravo raztopin barvil.

### Žveplo-jodov ciklus
Žveplo-jodov ciklus je niz kemijskih procesov za pridobivanje vodika. Sestavljajo ga tri reakcije, v katerih je neto reaktant voda, neto produkta pa vodik in kisik.
2 H2SO4 → 2 SO2 + 2 H2O + O2	   	(830 °C)
I2 + SO2 + 2 H2O → 2 HI + H2SO4	   	(120 °C)
2 HI → I2 + H2	   	(320 °C)
Žveplove in jodove spojine v procesu krožijo, zato se proces obravnava kot cikličen. Proces je endotermen in poteka pri visokih temperaturah.
Žveplo-jodov ciklus je eden od načinov za pridobivanje vodika, ki ne potrebuje ogljikovodikov, kot na primer parni reforming, potrebuje pa veliko toplotne energije. Ciklus se trenutno še raziskuje, ker je zaradi koncentrirane in korozivne žveplove kisline pri visoki temperaturi obširna industrijska proizvodnja izjemno nevarna.

### Industrijsko čistilo
Velike količine žveplove kisline se porabijo za odstranjevanje rje in oblog z železnih in jeklenih polizdelkov, na rimer z jeklene pločevine pred uporabo v avtomobilski industriji. Izrabljena kislina se običajno regenerira, na primer s sežiganjem z naravnim plinom, rafinerijskim plinom, kurilnim oljem ali drugimi gorivi. Med sežiganjem nastajata plinasta žveplov dioksid (SO2) in žveplov trioksid (SO3), iz katerih se proizvede "nova" žveplova kislina. Regeneracijske naprave so po navadi kar ob viru nastajanja odpadne kisline, na primer v valjarnah in rafinerijah, kar močno zniža stroške zaradi deponiranja in transporta.

### Katalizator
Žveplova kislina kot katalizator se uporablja pri pretvarjanju cikloheksanon oksima v kaprolaktam, ki je surovina za sintezo poliamida-6. Uporablja se tudi za proizvodnjo  klorovodikove kisline iz natrijevega klorida po tako imenovanem Mannheimskem postopku. Večina žveplove kisline so porabi v rafinerijah nafte, na primer kot katalizator v reakciji med izobutanom z izobutilenom, v kateri nastane izooktan. Izooktan je spojina, ki poveča oktansko število bencinov.

### Elektrolit
Žveplova kislina je elektrolit v svinčevih akumulatorjih, ki so trenutno še vedno nepogrešljivi sestavni deli avtomobilov.
Na anodi poteka reakcija
Pb + SO42- ⇌ PbSO4 + 2 e-
Na katodi pa reakcija
PbO2 + 4 H+ + SO42- + 2 e- ⇌ PbSO4 + 2 H2O
Skupna reakcija je
Pb + PbO2 + 4 H+ + 2 SO42- ⇌ 2 PbSO4 + 2 H2O
Reakcija je reverzibilna.

### Raba v gospodinjstvu
Koncentrirana žveplova kislina je pogosto glavna sestavina kislih čistil za odtoke, ki odstranjujejo maščobe, lase, papir in druge nečistoče. Kislina burno reagira z vodo, zato se jo mora v odtoke vlivati zelo počasi.

### Raba v zdravstvu
Žveplova kislina in sulfonirani fenoli so osnovne sestavine debakterola, tekočega agensa za zdravljenje aft (razjed) in druge postopke v ustni votlini, ki zahtevajo nadzorovano lokalno odstranitev odmrlih tkiv.

## Varnost

### Nevarnosti v laboratoriju
Žveplova kislina je izredno jedka. Razgrajuje beljakovine (amidna hidroliza) in maščobe (lipidna hidroliza), zato lahko na koži povzroči zelo težke kemične opekline, podobno kot koncentrirane alkalije. Jedkost še povečajo njene dehidracijske sposobnosti. Dehidrira predvsem ogljikove hidrate v tkivih, pri čemer se sprošča veliko toplote, ki povzroči sekundarne toplotne opekline. Tkivo zaradi nastalega oglja počrni, podobno kot papir. Poškodbe, ki jih povzroči žveplova kislina so zato potencialno bolj nevarne kot poškodbe z drugimi koncentriranimi kislinami, na primer s klorovodikovo ali dušikovo kislino. Na očeh lahko povzroči trajno slepoto, pri zaužitju pa trajne poškodbe notranjih organov in je zato lahko smrtno nevarna. Pri ravnanju z žveplovo kislino se mora zato vedno uporabljati zaščitna sredstva. Koncentrirana kislina je tudi močan oksidant, ki korodira kovine, zato jo je treba hraniti v primernih posodah.
Jedkost žveplove kisline narašča z njeno koncentracijo. Raztopine s koncentracijo 1,5 M ali večjo imajo oznako "KOROZIVNO". Raztopine s koncentracijo 0,5 M do 1,5 M imajo oznako "DRAŽILNO". Žveplova kislina je ne glede na njeno koncentracijo nevarna, saj že 1 M (10 %) kislina po dovolj dolgem času poogleni papir.
Standardni ukrepi za prvo pomoč po razlitju kisline po koži so enake kot pri drugih jedkih agensih, se pravi spiranje z veliko količino hladne vode. Spiranje mora trajati najmanj deset do petnejst minut, da se tkivo okoli kisle opekline ohladi in prepreči sekundarne poškodbe. Kontaminirana obačila se takoj odstranijo, koža pod njimi pa temeljito spere z vodo.
Nevarna je tudi priprava razredčene žveplove kisline, ker se pri tem sprošča veliko toplote. Vedno se dodaja kislina v vodo in ne obratno, s čimer se izkoristi relativno visoka specifična toplota vode. Dodajanje vode v koncentrirano kislino povzroči tvorbo aerosola ali celo eksplozijo. Najbolj nevarna je priprava raztopin s koncentracijo 6 M (35 %) ali več, ker je v takih primerih sproščena toplota dovolj velika, da raztopina zavre. Prekomerno segrevanje se prepreči z učinkovitim mehanskim mešanjem in intenzivnim hlajenjem, na primer na ledeni kopeli.
Razredčeno žveplovo se v laboratoriju lahko pripravi tudi z vlivanjem kisline na zdrobljen led, pripravljen iz deionizirane vode, ker je talilna toplota ledu mnogo višja od specifične toplote vode. Ko se led stali, se raztopino razredči z vodo do zahtevane koncentracije.
Žveplovo kislino se v laboratoriju običajno varno hrani v steklenicah.

### Industrijske nevarnosti
Žveplova kislina ni vnetljiva, vendar lahko pri razlitju v stiku s kovinami tvori gorljivi in eksplozivni plinasti vodik. Dodatni nevarnosti sta aerosol žveplove kisline in plinasti žveplov dioksid, ki nastajata v požaru, v katerem je prisotna žveplova kislina.
Med glavne poklicne nevarnosti spadata stik s kožo, ki povzroča že omenjene opekline, in vdihavanje aerosolov. Izpostavljenost zelo koncentriranim aerosolom povzroči takojšnje in močno draženje oči, dihalnih poti in sluznice. Še večja nevarnost je pljučni edem, ki je posledica težjih poškodb dihal.
Najpogostejša poslediva dolgotrajne izpostavljenosti nizkim koncentracijam žveplove kisline je obraba zob, ki je omenjena v skoraj vseh študijah. Možne trajne okvare dihalnih poti niso dokazane. Maksimalna dovoljena koncentracija žveplove kisline v zraku (ZDA) je 1 mg/m3.
Nekatera poročila trdijo, da zaužitje žveplove kisline vodi do pomanjkanja vitamina B12 in z njim povezanih degeneracij. S tem v zvezi so najpogostejše okvare hrbtenjače in očesnega živca.

## Zakonske omejitve
Mednarodna trgovina z žveplovo kislino je regulirana s Konvencijo Združenih narodov proti nezakonitemu prometu opojnih drog in psihotropnih substanc iz leta 1988. Žveplova kislina je kot kemikalija, ki se pogosto uporablja za nezakonito proizvodnjo opojnih drog in psihotropnih substanc, uvrščena v Tabelo II.